# Gleisdorf
Gleisdorf é uma cidade da Áustria, situada no distrito de Weiz, no estado da Estíria. Tem 38,67 km² de área e sua população em 2019 foi estimada em 10.777 habitantes.